# Gabrielle (chanson)
Pour les articles homonymes, voir Gabrielle.
Singles
Derrière l'amour
(1976) Le cœur en deux
(1977)
Clip vidéo
[vidéo] « Johnny Hallyday - Gabrielle (1976) », sur YouTube
Gabrielle est une chanson française Soft rock, interprétée par Johnny Hallyday, sortie en 1976. Reprise du titre anglais The King Is Dead (« Le roi est mort ») de 1972, de l'auteur-compositeur-interprète australien Tony Cole, elle est adaptée en français par les paroliers Long Chris et Patrick Larue.
Troisième extrait de son 21e album Derrière l'amour, elle sort en 45 tours en septembre, chez Philips. N°1 en France, le single se vend à 500 000 exemplaires. Le chanteur la crée à la scène, à l'automne 1976, au cours du spectacle Johnny Hallyday Story au Palais des sports de Paris.  Devenue un classique du répertoire d'Hallyday, Gabrielle est restée inscrite à son tour de chant durant plus de quarante ans.

## Histoire

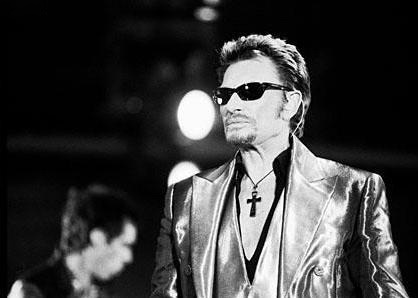
Johnny Hallyday en 2003.

En 1976, Johnny Hallyday accepte sans grandes convictions, de reprendre cette chanson anglaise libre de droits de Tony Cole créé en 1972. Son ami le parolier Long Chris et Patrick Larue l'adaptent en français, , avec pour titre Gabrielle (du début de la version anglaise). Gabrielle devient finalement un des nombreux titres emblématiques du répertoire de Johnny Hallyday, au point d'être, depuis sa création au  palais des sports de Paris en 1976, à l'ultime tournée en 2017 avec Les Vieilles Canailles, resté inscrite à chacun de ses tours de chant (unique exception, le Rough Town Tour de 1994 ; voir l'album live À La Cigale). 
Avec ce rock, Johnny Hallyday chante le dépit amoureux, le désir de rompre avec une certaine Gabrielle, d'un homme usé par dix ans de relation amoureuse.

## Discographie
1976
- 30 juin, 33 tours Philips 9101064[6] : Derrière l'amour
- 3 septembre :

45 tours promotionnel hors commerce Philips 6837334 : Gabrielle, Merci
45 tours Philips 604292 : Gabrielle, Né pour vivre sans amour
La réédition de l'album Derrière l'amour en 2016, à l'occasion du quarantième anniversaire de la sortie de l'opus,, propose (notamment), une version plus longue de la chanson Gabrielle ; dite « prise complète », le morceau dure 3:11 contre 2:55 pour la version courante.
Discographie live :
- 1976 : Johnny Hallyday Story - Palais des sports
- 1979 : Pavillon de Paris : Porte de Pantin
- 1981 : Live
- 1982 : Palais des sports 82
- 1985 : Johnny Hallyday Zénith 85 (sortie posthume en 2024)
- 1987 : Johnny à Bercy
- 1988 : Live at Montreux 1988 (inédit jusqu'en 2008)
- 1990 : Dans la chaleur de Bercy
- 1991 : Johnny Hallyday Fête de l'Huma 18 septembre 1991 (sortie posthume en 2024)
- 1992 : Bercy 92
- 1993 : Parc des Princes 1993
- 1996 : Lorada Tour (Bercy 1995)
- 1996 : Live at the Aladdin Theatre (Las Vegas 1996)
- 1998 : Stade de France 98 Johnny allume le feu
- 2000 : 100 % Johnny : Live à la tour Eiffel
- 2000 : Olympia 2000
- 2000 : Happy Birthday Live - Parc de Sceaux 15.06.2000 en duo avec Laurent Gerra (inédit jusqu'en 2020)
- 2003 : Parc des Princes 2003
- 2003 : Hallyday Bercy 2003 (sortie posthume en 2020)
- 2006 : Flashback Tour : Palais des sports 2006
- 2007 : La Cigale : 12-17 décembre 2006
- 2009 : Tour 66 : Stade de France 2009
- 2013 : On Stage (Tour 2012)
- 2013 : Born Rocker Tour
- 2014 : Son rêve américain - Live au Beacon Theatre de New-York 2014 (sortie posthume en 2020)
- 2016 : Rester Vivant Tour
- 2019 : Les Vieilles Canailles Le Live (sortie posthume)

## Réception
Le titre se classe no 1 des ventes en France durant 4 semaines au mois d’octobre et s’écoule à plus de 500 000 exemplaires.

## Classements
| Classement (1976–77)                    | Meilleure position |
| --------------------------------------- | ------------------ |
| Belgique (Flandre Ultratop 50 Singles)  | 20                 |
| Belgique (Wallonie Ultratop 50 Singles) | 1                  |
| France (IFOP)                           | 1                  |

| Classement (2017) | Meilleure position |
| ----------------- | ------------------ |
| France (SNEP)     | 59                 |

| Classement (1976) | Position |
| ----------------- | -------- |
| France (IFOP)     | 11       |

## Reprises
Gabrielle est reprise par Thomas Dutronc en 2017 sur l'album On a tous quelque chose de Johnny, et par Sylvie Vartan, en 2018, sur l'album Avec toi.

## Anecdote
Nicolas Sarkozy l’interprète partiellement à la télévision en 2001, dans l'émission Thé ou Café de Catherine Ceylac